# ژان متی
ژان متی (انگلیسی: Jeanne Matthey; ۲۵ ژانویهٔ ۱۸۸۶ – ۲۴ نوامبر ۱۹۸۰) تنیس‌باز اهل فرانسه بود.